# 長野農政事務所
長野農政事務所（ながののうせいじむしょ）は、農林水産省の地方支分部局である関東農政局の出先機関だった。
2011年9月1日施行の「農林水産省設置法の一部を改正する法律」によって廃止された。

## 組織
- 長野地域センター（長野市旭町 長野第2合同庁舎）
  - 佐久支所（佐久市中込）
- 松本地域センター（松本市島立）
  - 伊那支所（伊那市中央）

## 管内事務所
- 中信平二期農業水利事業所（松本市島立） 
  - 中信平二期農業水利事業所